# Кубок Північної Ірландії з футболу 2005—2006
Кубок Північної Ірландії з футболу 2005–2006 — 126-й розіграш кубкового футбольного турніру в Північній Ірландії. Титул здобув Лінфілд.

## Календар
| Раунд                   | Дата                                             | Матчі | Клуби     |
| ----------------------- | ------------------------------------------------ | ----- | --------- |
| Перший попередній раунд | 27 серпня 2005                                   | 8     | 114 → 106 |
| Другий попередній раунд | 17-24 вересня 2005                               | 26    | 106 → 80  |
| Перший раунд            | 15 жовтня 2005                                   | 2     | 76 → 74   |
| Другий раунд            | 29 жовтня - 12 листопада 2005                    | 12    | 74 → 62   |
| Третій раунд            | 20 листопада 2005                                | 20    | 62 → 42   |
| Четвертий раунд         | 10 грудня 2005                                   | 10    | 42 → 32   |
| 1/16 фіналу             | 14 січня 2006, 17-18 січня 2006 (перегравання)   | 16+7  | 32 → 16   |
| 1/8 фіналу              | 11 лютого 2006, 14-15 лютого 2006 (перегравання) | 8+3   | 16 → 8    |
| 1/4 фіналу              | 4 березня 2006                                   | 4     | 8 → 4     |
| 1/2 фіналу              | 1 квітня 2006                                    | 2     | 4 → 2     |
| Фінал                   | 6 травня 2006                                    | 1     | 2 → 1     |

## 1/16 фіналу
| Команда 1                 | Рахунок | Команда 2          |
| ------------------------- | ------- | ------------------ |
| 14 січня 2006             |         |                    |
| Ардс                      | 1:2     | Гленторан          |
| Балліміна Юнайтед         | 4:0     | Кілмор Рекріейшн   |
| Баллімоні Юнайтед         | 1:2     | Каррік Рейнджерс   |
| Баллінур Олд Бойс         | 0:4     | Балліклер Комрадс  |
| Бенбрідж Таун             | 0:0     | Лофголл            |
| Кліфтонвілл               | 1:1     | Данганнон Свіфтс   |
| Колрейн                   | 1:1     | Ньюрі Сіті         |
| Крузейдерс                | 2:2     | Портадаун          |
| Гленавон                  | 2:1     | Дандела            |
| Харленд-енд-Вульф Велдерс | 1:1     | Бангор             |
| Інститут                  | 1:3     | Лісберн Дістіллері |
| Ларн                      | 1:1     | Доунгал Селтік     |
| Лінфілд                   | 5:0     | Арма Сіті          |
| Ньюінгтон Ют Клуб         | 1:1     | Коа Юнайтед        |
| ПСНІ                      | 0:5     | Лімаваді Юнайтед   |
| Тобермор Юнайтед          | 2:3     | Портстюарт         |

Перегравання
| Команда 1        | Рахунок      | Команда 2                 |
| ---------------- | ------------ | ------------------------- |
| 17 січня 2006    |              |                           |
| Бангор           | 3:1          | Харленд-енд-Вульф Велдерс |
| Лофголл          | 3:2          | Бенбрідж Таун             |
| Ньюрі Сіті       | 0:0 пен. 3:4 | Колрейн                   |
| Портадаун        | 1:0          | Крузейдерс                |
| Ларн             | 3:1          | Доунгал Селтік            |
| 18 січня 2006    |              |                           |
| Данганнон Свіфтс | 1:0          | Кліфтонвілл               |
| Коа Юнайтед      | 0:2          | Ньюінгтон Ют Клуб         |

## 1/8 фіналу
| Команда 1          | Рахунок | Команда 2         |
| ------------------ | ------- | ----------------- |
| 11 лютого 2006     |         |                   |
| Данганнон Свіфтс   | 1:1     | Портадаун         |
| Гленавон           | 3:0     | Колрейн           |
| Гленторан          | 1:0     | Балліклер Комрадс |
| Ларн               | 3:0     | Каррік Рейнджерс  |
| Лімаваді Юнайтед   | 1:3     | Бангор            |
| Лінфілд            | 1:1     | Лофголл           |
| Лісберн Дістіллері | 0:0     | Балліміна Юнайтед |
| Ньюінгтон Ют Клуб  | 1:0     | Портстюарт        |

Перегравання
| Команда 1         | Рахунок | Команда 2          |
| ----------------- | ------- | ------------------ |
| 14 лютого 2006    |         |                    |
| Лофголл           | 1:3     | Лінфілд            |
| Портадаун         | 3:1     | Данганнон Свіфтс   |
| 15 лютого 2006    |         |                    |
| Балліміна Юнайтед | 1:2     | Лісберн Дістіллері |

## 1/4 фіналу
| Команда 1          | Рахунок | Команда 2 |
| ------------------ | ------- | --------- |
| 4 березня 2006     |         |           |
| Гленторан          | 2:0     | Портадаун |
| Лісберн Дістіллері | 0:1     | Бангор    |
| Лінфілд            | 3:0     | Гленавон  |
| Ньюінгтон Ют Клуб  | 1:2     | Ларн      |

## 1/2 фіналу
| Команда 1     | Рахунок | Команда 2 |
| ------------- | ------- | --------- |
| 1 квітня 2006 |         |           |
| Ларн          | 2:0     | Гленторан |
| Бангор        | 1:3     | Лінфілд   |

## Фінал
| 6 травня 2006 |

| Лінфілд          | 2:1      | Гленторан   |
| ---------------- | -------- | ----------- |
| Томпсон 45', 65' | Протокол | Холідей 44' |

| Віндзор Парк, Белфаст Глядачів: 12 500 |